# Vioolsonate nr. 2 (Bax)
Arnold Bax voltooide zijn Vioolsonate nr. 2 in D majeur op 13 augustus 1915.
Na zijn Vioolsonate nr. 1, waaraan hij van 1910 tot en met 1945 bleef sleutelen, zag het er voor deze tweede (eigenlijk derde) sonate voorspoediger uit. Het autograaf is gedateerd met In zomer 1915 en 13 augustus 1915. Daarna werd het stil rond dit werk. Bax werkte er nog in 1921 aan, wellicht met een uitvoering in het vooruitzicht. Die kwam pas op 25 april 1922 en werd gespeeld door Winifred Small of Bassey Rawlins (viool) met Bax achter de piano. Bax viel destijds in voor een zieke Harriet Cohen. In dit werk zette Bax zijn bespiegelingen over de Eerste Wereldoorlog van zich af.
Deze vioolsonate nr 2 kent een afwijkende structuur, het is tegenstelling tot de meeste sonates vierdelig, waarbij de delen achter elkaar doorgespeeld worden. De delen kennen naast de gewone klassieke betiteling ook subtitels, dan wel Engelse omschrijvingen:
- Fantasy (Slow and gloomy) - Allegro (Rough and fierce)
- The grey dancer in the twilight (ook wel The dance of death), Fast Valse measure (Slow and serious)
- Very broad and concentrated, but extremely expressive
- Allegro feroce – slow and serious – Lento (very quiet and serene)

Bax zou nog twee vioolsonates op papier zetten, zij bleven ongenummerd en onuitgegeven.